# Base Noruega
La Base Noruega (en noruego: Norway Station) fue la base principal de la Expedición Antártica Noruega (1956-1960) a la Tierra de la Reina Maud en la Antártida. La base fue construida sobre la barrera de hielo Fimbul, al este de la isla Blåskimen y a unos 36 km del frente de la barrera. 

## Operación noruega
La base fue establecida para participar en el Año Geofísico Internacional, fue abierta el 31 de diciembre de 1956 y su construcción se completó el 20 de enero de 1957. En los dos primeros inviernos permaneció un equipo de 14 hombres, y en el tercero uno de 9. 
La Base Noruega constaba de tres edificios establecidos uno al lado del otro y asociados. Los edificios fueron diseñados para soportar el peso de la nieve que finalmente enterró la base, y hacia el final de la expedición el personal debió subir una escalera de 6,5 m para salir. Además de los tres edificios principales, fueron construidas varias cabañas, viviendas de instrumentos, jaulas y mástiles de antena, así como una perrera para más de 40 perros.
La casa era de 78 metros cuadrados y contenía cabinas para los 14 miembros de invernada. Cada camarote era de aproximadamente 2x2 m. Una casa contenía una cocina con cabina y oficinas, mientras que el otra contenía elementos meteorológicos, sala de radio y la oficina del médico.
El programa científico de la estación consistió en las siguientes disciplinas: meteorología, cartografía, glaciología, geología, mediciones de ozono, observaciones de la aurora polar, estudios de magnetismo de la Tierra y mediciones de marea.

## Transferencia a Sudáfrica
Cuando la expedición noruega partió de la Base Noruega en noviembre de 1959, la base fue transferida en enero de 1960 a la Expedición Antártica Nacional Sudafricana (SANA) de Sudáfrica por una suma nominal. La SANA operó la base durante tres años antes de que una estación más cerca de la costa fuera establecida, la SANAE I. Fue cerrada el 12 de febrero de 1962.